# 渡邊雄太
渡邊 雄太（わたなべ ゆうた、1994年10月13日 - ）は、香川県木田郡三木町出身のプロバスケットボール選手。ポジションはスモールフォワードまたはパワーフォワード。妻は元フジテレビアナウンサーの久慈暁子。
2018年にメンフィス・グリズリーズとツーウェイ契約を結び、日本人2人目のNBA選手となった。

## 経歴
神奈川県横浜市に生まれ、4歳の時に父親の故郷である香川県木田郡三木町へ帰郷。小学生時に三木スポーツ少年団で本格的にバスケットボールを始める。
高松市立牟礼中学校2年生時の2009年3月に香川県選抜チームのメンバーとして第22回都道府県対抗ジュニアバスケットボール大会に出場。
2010年4月、尽誠学園高等学校に進学。全国高等学校バスケットボール選抜優勝大会で2年連続準優勝に貢献している。

### アメリカ留学

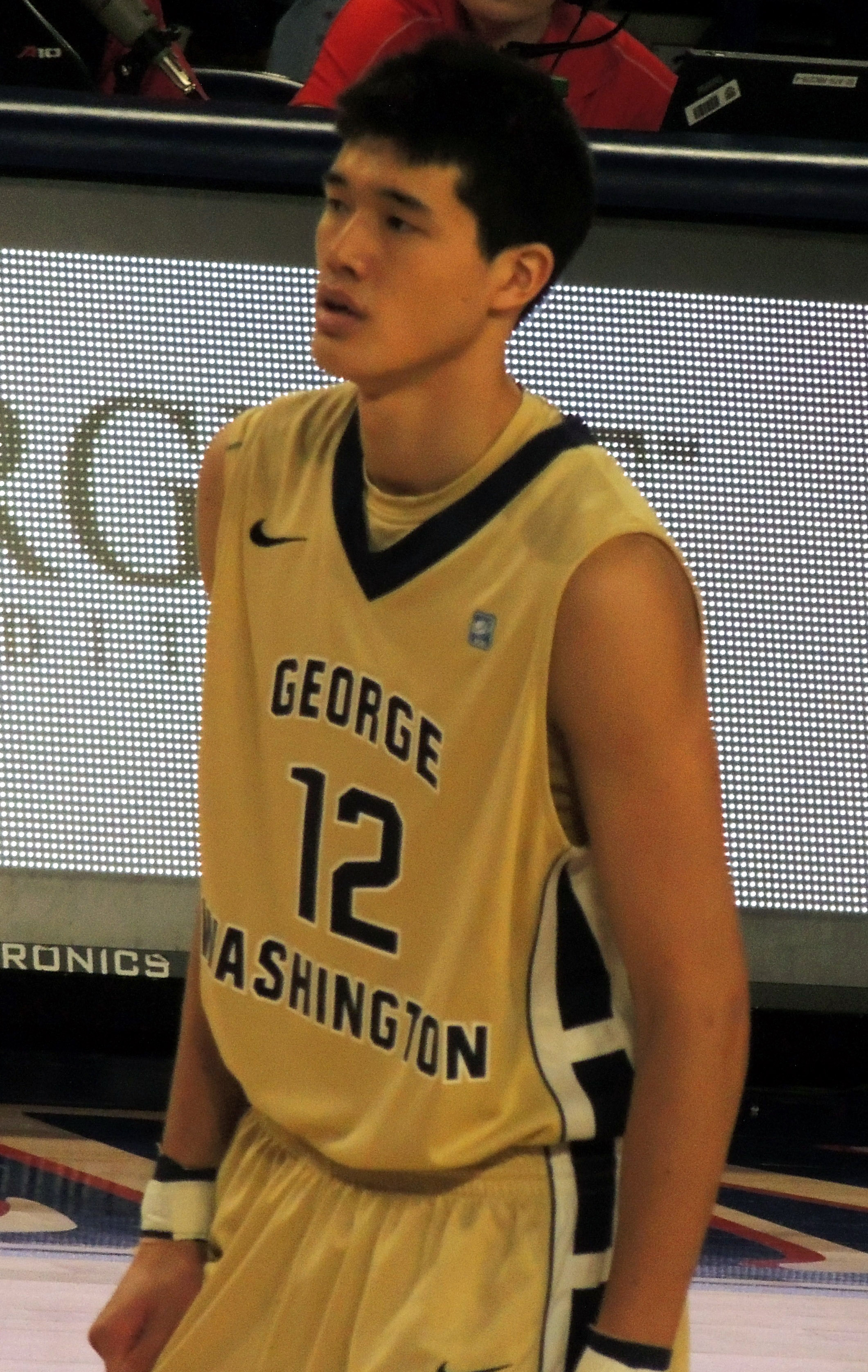
ジョージ・ワシントン大在学時

高校卒業後の進路については2012年春（高3初め）までにはアメリカ留学を決意。周囲には反対の声もあったが、同年夏にはNBA経験のある田臥勇太もアメリカ行きを後押し。家族も田臥の言葉を信じてアメリカ留学が決定した。
2013年3月に高校を卒業した後、9月からコネチカット州のセント・トーマス・モア・スクール（プレップスクール、大学進学のための準備学校）に通い、NCAA1部（3部から成るNCAA Divisionの最高位）の大学への入学を目指した。ナショナルプレップチャンピオンシップ準優勝に貢献し、オールファーストチームに選出された。シーズン中の2014年2月、NCAA1部のジョージ・ワシントン大学へ進学することが決定。この時点で、日本生まれの選手がNCAA Iの大学でプレーするのは渡邊を入れて4人のみ（ただしNCAA I所属時に日本国籍所有の選手数は不詳）。
2014年11月14日、グランブリング州立大戦でNCAAデビューを果たし、20分間の出場で8得点、7リバウンド、1ブロックを記録。年末にハワイで行われたダイヤモンドヘッド・クラシックの決勝では、逆転スリーポイントなど10得点4リバウンドの活躍で、全米ランク11位のウィチタ大を破っての優勝に貢献した。2015年3月7日、レギュラーシーズン最終戦のマサチューセッツ大戦でシーズンハイの21得点を挙げた。
シーズン中、頭角を現すにつれ注目度が高まり、ワシントン・ポスト、ニューヨーク・タイムズなどのメディアに渡邊の特集記事が掲載された。
チームはNCAAトーナメントには進出できなかったが、3月17日に開幕したナショナル・インビテーション・トーナメント（全米招待トーナメント、NIT）に出場し、1回戦で、ACCに属する強豪校のピッツバーグ大に対し、33年ぶりとなる歴史的勝利をおさめる。2回戦でテンプル大に敗れ、1年目のシーズンが終了した。2014-2015シーズン(2015年3月22日時点)では、1試合平均7.4得点、3.5リバウンドを記録。各試合22.5分プレーし、35試合出場(スターター10試合)も記録している。
大学2年の2015-16シーズンも主力として試合に出場し、対戦相手校のエース級とマッチアップする場面もあった。レギュラーシーズン最終戦のデビッドソン大戦でキャリアハイの22得点。ジョージ・ワシントン大はNCAAトーナメントには進出できなかったが、NITで優勝した。決勝のヴァルパライソ大戦での渡邊の成績は33分出場、6得点、4リバウンド、4ブロック。シーズン38試合に出場し、8.4得点、4.0リバウンド、1.4アシスト、1.1ブロック。
8月、ジョージ・ワシントン大学の一員として、日本代表（3試合）や琉球ゴールデンキングス（1試合）との親善試合に出場した。
大学3年目の2016-17シーズンは序盤に脹脛を負傷し7試合欠場したが、主力として常に相手チームのエースとのマッチアップを担った。NCAAトーナメントには出場できなかったが、A-10カンファレンスのオール・ディフェンシブ・チームに選出された。
大学最終年の2017-18シーズンはジョージ・ワシントン大の3人のキャプテンのうちの1人に就任した。12月のモーガン州大、テンプル大との2試合で平均21.5得点、6.5リバウンド、3.5スティール、2.5ブロックを記録し、A-10カンファレンスのプレイヤー・オブ・ザ・ウィークを受賞した。2月7日のラサール大戦で自己最多を更新する29得点。大学最後のホームゲーム、2月28日のフォーダム大戦でさらに自己最多を更新する31得点を記録した。チームのエースとして、得点、リバウンド、ブロック数はチーム1位で、A-10カンファレンス最高クラスの2ウェイプレーヤーと評された。A10カンファレンスのディフェンシブ・プレイヤー・オブ・ザ・イヤーをジョージ・ワシントン大の選手として初めて受賞。また、オールディフェンシブチーム（2シーズン連続）およびオールサードチームにも選出された

### メンフィス・グリズリーズ

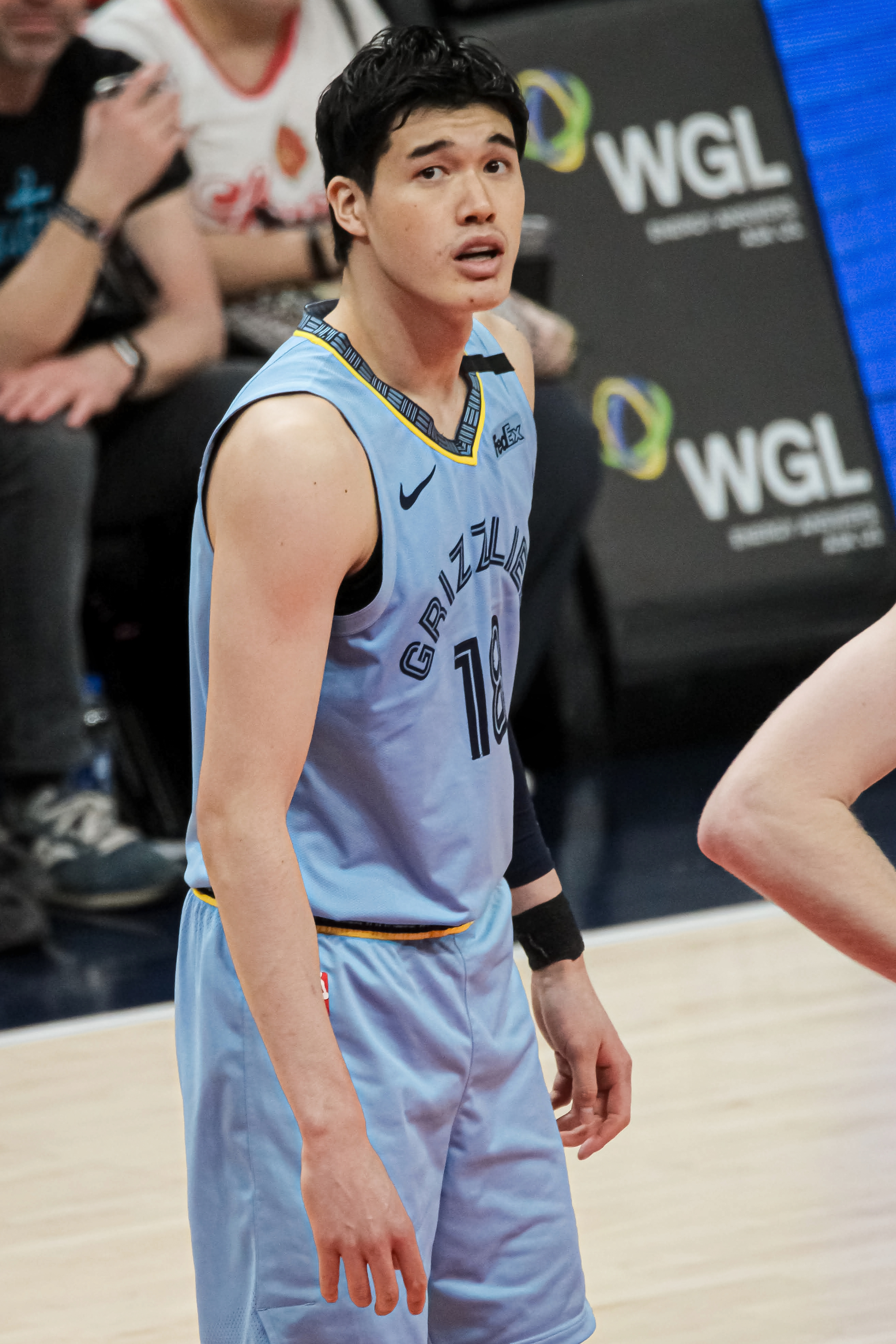
メンフィス・グリズリーズ時代
（2020年）

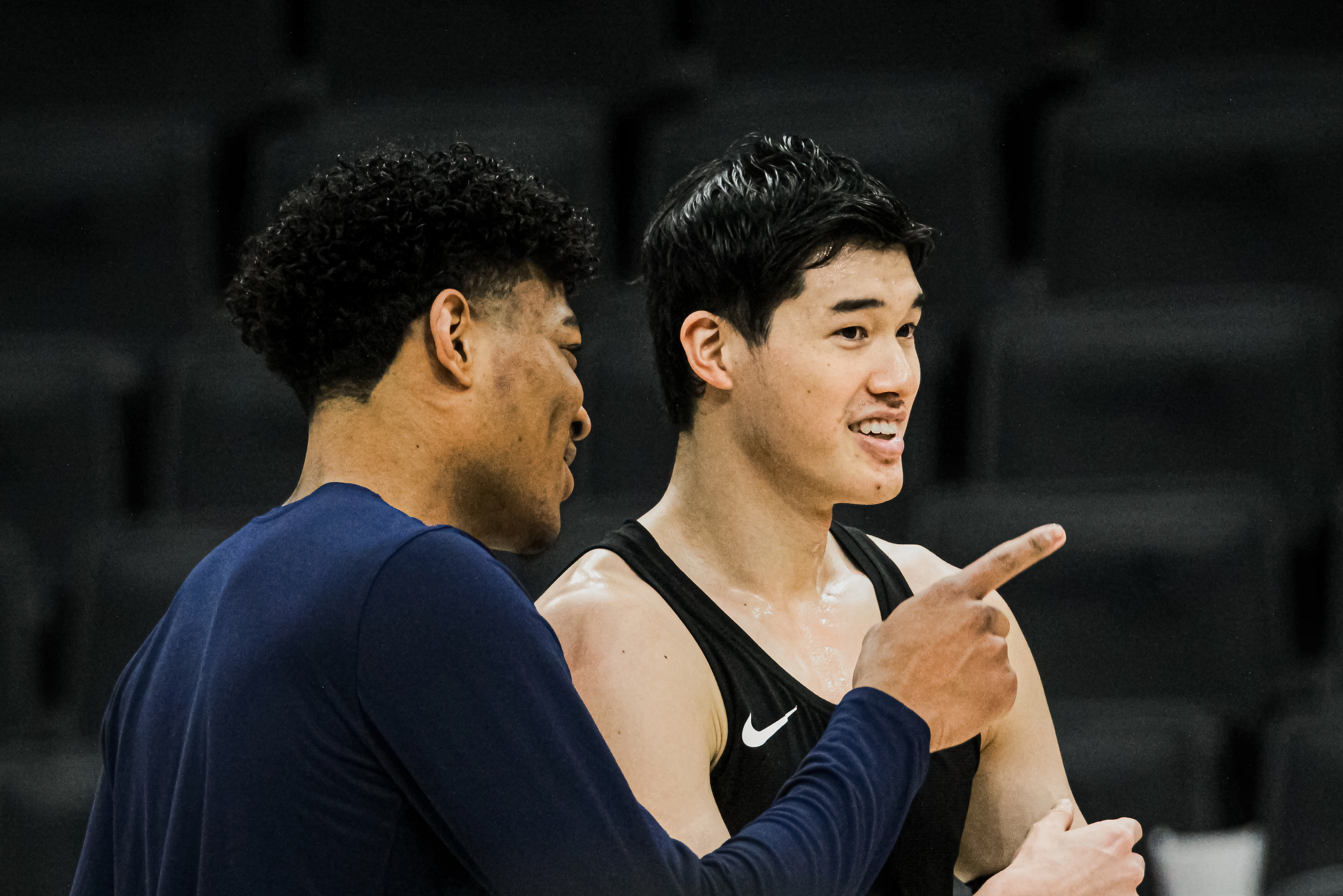
2020年2月のワシントン・ウィザーズ戦は八村塁（左）と日本人同士の対決となった。

大学卒業後、ブルックリン・ネッツの一員として、NBAサマーリーグに参加し、1試合平均で24分出場、9.4得点、4.2リバウンド、1.6ブロックを記録した。サマーリーグ後の2018年7月20日、メンフィス・グリズリーズとツーウェイ契約（NBAトップチーム（登録日数に制限あり）と傘下のGリーグチームの両方に所属する契約）を結んだ。10月5日のアトランタ・ホークス戦でNBAプレシーズンゲームに初出場。翌10月6日のインディアナ・ペイサーズ戦では3Q途中から出場し、91-94の残り7秒で同点となるクラッチスリーポイントシュートを決めた。このクラッチプレイはこの日のTOP2プレイとして紹介された。オーバータイムになっても渡邊は勢いを維持し1対3からのレイアップに貴重な追加点となるエルボーからのジャンプシュートを決めた。渡邊のダンクとスリーポイントはNBA公式が選出したプレシーズンゲームの新人ベストプレーに選出された。
2018-19シーズン開幕後の10月27日、チーム5試合目のフェニックス・サンズ戦で初めてNBA出場選手登録されると、4Qで途中出場し、2得点、2リバウンドを記録。田臥勇太以来14年ぶり2人目となる日本人NBAプレイヤーとなった。通算10試合目の出場となった2019年2月7日のオクラホマシティ・サンダー戦では、自己最長の26分46秒プレーし、自己最多かつ日本人初の10得点を記録した。4月5日のダラス・マーベリックス戦で公式戦で日本人初のダンクを決めた。このシーズンはNBAでは、15試合で平均11.6分に出場し、2.6得点、2.1リバウンド、0.5アシストなどを記録した。NBAと並行して開催されたNBAゲータレード・リーグ（下部リーグ、通称Gリーグ）のメンフィス・ハッスルでは33試合で平均33.9分に出場し、14.1得点、7.2リバウンド、2.6アシスト、0.9スティール、1.1ブロックを記録した。オフシーズンにはエンゼルスタジアムに大谷翔平の応援に駆け付け、地元テレビ局から取材を受け身に付けた大谷翔平の顔写真シャツを披露した。
2019-20シーズンはサマーリーグでは4試合に出場し、平均14.8得点、7.3リバウンド。出場中にふくらはぎを痛め、日本代表での活動も控えていたため、大事を取って以降の試合は欠場した。
シーズン開幕後はGリーグのメンフィス・ハッスルでは40得点を記録するなどエースとして活躍し、GリーグのコーチやGMの投票で決定する2019-20ミッドシーズン・オールNBA Gリーグチームに選出された。22試合出場で平均17.2得点、5.7リバウンドを記録し、フィールドゴール成功率は前シーズンを約10%上回る54.2%を記録した。一方NBAでは自身と同じポジションにジャレン・ジャクソン・ジュニア、ブランドン・クラーク、ジョシュ・ジャクソンら有望な若手が多く、渡邊は第4Qの勝敗が決した場面での出場が主となった。その後3月に新型コロナウイルスの影響でシーズンが中断。7月末に再開されたシーズンでは2試合の出場に留まり、チームもプレーオフ出場を逃した。このシーズンは最終的にNBAで前年を上回る18試合に出場したが、プレータイムは前年から半減した。一方でフィールドゴール成功率や3ポイント成功率は前年より上昇した。オフにFAとなった。

### トロント・ラプターズ
2020-21シーズン開幕前の2020年11月26日にトロント・ラプターズのトレーニングキャンプに招待され、12月1日にラプターズとエキシビット10契約を結んだ。プレシーズンゲームは3試合に出場、いずれの3試合でもフィールドゴール成功率50%を上回った。12月20日にラプターズとツーウェイ契約を結んだことが正式発表された。渡邊は当初キャンプに参加した全20選手中、最も立場が下の無保証（ノンギャランティ）の契約だったが、開幕ロースターに残った。シーズン開幕後はGリーグのラプターズ・905でプレーしながら、NBAでも最大50試合に出場できる。
2021年1月1日のニューヨーク・ニックス戦でラプターズ移籍後初出場した。その後も積極的に起用され、主にディフェンスでチームに貢献。1月29日のサクラメント・キングス戦では接戦となった第4Q12分間フル出場を含む24分間の出場でNBAでのキャリアハイの12得点と、6リバウンド、2アシスト、2スティールを記録した。2月9日に足首を負傷し以後4試合欠場し、2月18日のミルウォーキー・バックス戦で試合復帰した。3月4日のデトロイト・ピストンズ戦でNBAキャリアで初の先発出場を果たし、無得点だったが11分間で4リバウンドを記録した。4月10日のクリーブランド・キャバリアーズ戦はベンチから23分間の出場し、フィールドゴール7本中6本成功でキャリアハイを更新する14得点と5リバウンド、1アシスト、1スティールを記録。4月16日のオーランド・マジック戦で自己最長の27分プレーし、フィールドゴール11本中7本成功で、NBAで初の20点以上となるキャリアハイの21得点および6リバウンド、2アシスト、1ブロックを記録して勝利に貢献した。4月18日のオクラホマシティ・サンダー戦で29分19秒出場し、自己最長の3試合連続2桁となる10得点、4リバウンド、4アシストを記録。出場時間とアシストはキャリアハイを更新した。
NBAは3月にコロナの影響を考慮してツーウェイ契約の選手の出場制限を撤廃し、ツーウェイ契約のままでもレギュラーシーズン50試合以上の出場とプレイオフ出場が可能となっていたため、契約切替を行う必要はなかった。しかしラプターズは渡邊の活躍を高評価し、4月19日に正式契約を結んだ。
3度目の先発出場となった5月8日のグリズリーズ戦にて先発出場では初となる2桁11得点を記録。このシーズンは最終的にNBAで過去2年を大きく上回る50試合に出場し、平均4.4得点、3.2リバウンドでFG成功率は43.9%、3P成功率は40.0%を記録。4月以降に限れば平均18.9分出場で7.8得点、3.5リバウンド、1.2アシスト、FG成功率57.1%、3P成功率45.9%を記録した。オフの10月22日に日本版のフォーブス30アンダー30の1人に選ばれた。
2021-22シーズンはプレシーズンマッチで1試合に出場したのみで、残り試合は左ふくらはぎ痛により欠場したが開幕ロースター入りした。開幕後、チーム19試合目のメンフィス戦で復帰し、約14分出場で3得点、2スティール、2ブロックを記録した。12月13日のサクラメント・キングス戦で12得点とキャリアハイの11リバウンドを記録し、NBAキャリア初のダブル・ダブルを記録した。同月26日のクリーブランド・キャバリアーズ戦ではベンチ入りのメンバーの大半が安全プロトコル入りする中スターターとして37分間出場し、共にキャリアハイとなる26得点、13リバウンドを記録したがチームは99-144で大敗した。試合後のインタビューでも「（勝たなければ）全然嬉しくない。」とコメントしている。12月は8.6得点、4.7リバウンドを記録していたが、1月に新型コロナウイルス感染症に感染した後は調子を落とし、プレータイムも減少。2022年1月24日に調整のため自ら志願してGリーグのラプターズ・905へ合流し、同日のウェストチェスター・ニックス戦に先発出場して24得点、10リバウンド、4ブロックを記録。この試合の後に再びNBAに呼び戻された。ラプターズは第5シードでプレーオフに進出。渡辺はシクサーズ戦でプレーオフに初出場したが、チームは2勝4敗で敗退してシーズンを終えた。このシーズン終了後にFAとなった。

### ブルックリン・ネッツ
2022年8月28日にかつてサマーリーグに参加したブルックリン・ネッツと無保証のトレーニングキャンプ契約を結んだ。
開幕前のプレシーズンマッチで結果を残し、開幕ロースターに残った。
11月18日のポートランド・トレイルブレイザーズ戦で、3ポイントシュートを5本連続成功させ、シーズンハイの20得点を記録し、チームは109-107で勝利した。11月20日のメンフィス・グリズリーズ戦では、3ポイントを後半のみで4本連続成功させ、16得点を記録し、127-115で勝利した。2023年1月12日時点で、3ポイントシュート成功率は52.7パーセント、一時はリーグトップに立っていた。この活躍もあってシャムズ・シャラニアやミシェル・ビードルは渡邊のスリーポイントコンテスト出場に期待するコメントを発したが、一方でグリズリーズでチームメイトだったチャンドラー・パーソンズからは渡邊のスリーポイントコンテスト出場には否定的な見解を示された。その後、シーズン後半戦に入ってから渡邊のスリーポイントの確率は低下し、2023年3月9日に行われたミルウォーキー・バックス戦では4本試投し1本も決められなかった。またプレータイムも減少し、2月11日のフィラデルフィア・76ers戦から4月7日のオーランド・マジック戦まで16試合の出場で1試合平均の出場時間は9分だった。

### フェニックス・サンズ
2023年7月4日に2年の契約でフェニックス・サンズに移籍した。プレシーズンの4試合では平均得点10得点を上回るなど好調を維持し、11月1日のサンアントニオ・スパーズ戦でこのシーズンのシーズンハイとなる11得点を記録した。しかし、期待されていた3ポイントシュートが不調であったこともあり、徐々に出場機会を減らした。

### グリズリーズ復帰
2024年2月8日に3チーム間のトレードでチメジー・メトゥとドラフト一巡目指名権交換権利とともに、古巣のメンフィス・グリズリーズへ移籍した。2月13日、ニューオーリンズ・ペリカンズとの対戦で復帰後初出場、約25分間のプレーでフィールドゴール5本を成功させ、シーズンハイに並ぶ11得点を記録した。しかしその後、3月2日にポートランド・トレイルブレイザーズ戦に出場して以降、負傷により欠場、その後は「個人的な理由」として欠場(後にメンタル面での理由であったことを明かした)を続けていたが、自身のInstagramライブで、来季から日本でプレーすることを明言した。2023-24シーズンはサンズとグリズリーズで合計34試合に出場したが、フリースローの精度に苦しみ、58.8パーセントと60パーセントを切った。

### 千葉ジェッツ
2024年7月11日、千葉ジェッツへの入団が発表された。前述の通り千葉加入前の2024年4月に自身のInstagramアカウントでのライブ配信を行ったが、その際に30代は楽しくバスケットボールがやりたいと述べていた。Bリーグ1年目のシーズンは怪我に苦しみ、開幕節の宇都宮ブレックスとの試合で比江島慎と接触した際に負傷し、左足関節捻挫で全治6週間と診断され、2025年3月19日に行われた群馬クレインサンダーズ戦でも再び負傷し、左腓腹筋筋損傷で全治3～4週間と診断された。またシーズンを通してスリーポイントシュートは低確率で、2024年12月7日の三遠ネオフェニックス戦と2025年1月11日の越谷アルファーズ戦ではそれぞれ5本のスリーポイントシュートを試投したが1本も決まらなかった。シーズンを通してスリーポイントシュート成功がゼロだった試合は11試合もあった。フリースローも低確率で、21-22シーズン、23-24シーズンに次いで70パーセント未満に終わった。2025年6月11日、負傷が相次いだ事もあり万全な状態でない事を理由に、FIBAアジアカップ2025へ出場する日本代表への参加を辞退したと自身のXで発表した。

## 代表歴

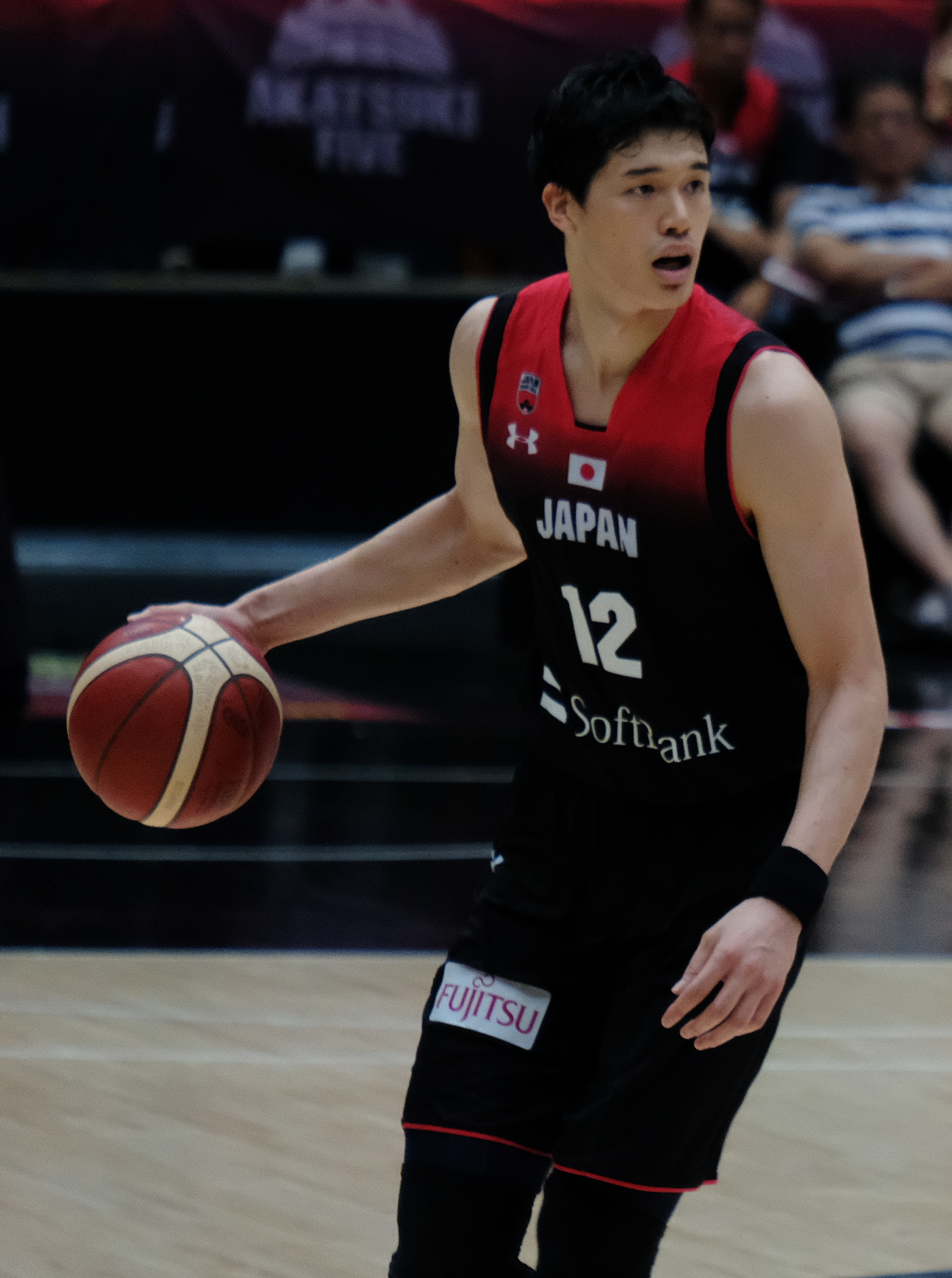
2019年日本代表

高校時代は、1年生時の2011年2月、U-18日本代表候補に選出される。2年生に進級した2011年4月には高校生で初めてバスケットボール男子日本代表候補に選出され、8月のウィリアム・ジョーンズカップに出場した。3年生時の2012年も日本代表に選出され、7月に行われた大田区総合体育館開館記念の台湾との親善試合でベンチ入りした。8月にはU-18日本代表主将としてウランバートルで開催された第22回FIBAアジアU-18選手権に出場。準決勝まで勝ち上がったが中国に敗れる。3位決定戦ではイランに敗れて4位。
2013年3月に高校を卒業した後はアメリカ留学の準備をしつつ、その間にも日本代表に選出され5月に仁川で開催された第3回東アジア選手権で3位。8月にマニラで開催された第27回アジア選手権では9位。大学1年生のシーズンを終えた2015年、2年ぶりに日本代表の強化合宿に参加するが学業優先のため1次・2次合宿のみ参加した。大学2年生のシーズンを終えた2016年、リオデジャネイロオリンピック世界最終予選日本代表に選出された。予選ではラトビア戦、チェコ戦ともにスターターで出場したが、2連敗で五輪切符獲得はならなかった。
大学4年生のシーズンを終え、メンフィス・グリズリーズと2-way契約を締結した後の2018年9月、フリオ・ラマスヘッドコーチが指揮し、2019年FIBAワールドカップ中国大会・アジア2次予選に出場する日本代表に合流。イラン戦とカザフスタン戦の2試合に出場して勝利した。翌2019年7月、W杯本大会の1次リーグから順位決定戦まで全5試合に出場し、平均32.4分の出場で15.6得点、5.6リバウンド、1.6アシストを記録。モンテネグロ戦で両チーム最多の34得点10リバウンド。
2021年7月、東京オリンピックの日本代表に選出され、国際強化試合沖縄大会前にチームに合流した。強化試合は5試合に出場して3勝2敗、日本が勝利したFIBAランク7位のフランス戦では18得点、9リバウンドを記録した。オリンピックは予選リーグ3試合とも35分以上出場し、1試合平均17.7得点、8リバウンド、2アシストを記録した。
2022年7月、トム・ホーバスヘッドコーチ就任後初めてで、東京オリンピック出場時以来となる日本代表に選出され、FIBAアジアカップ2022に出場した。1次ラウンド3試合と、準々決勝進出決定戦（決勝トーナメント1回戦）のフィリピン戦に出場したが、フィリピン戦の3Qに右足首を負傷したため、準々決勝のオーストラリア戦は欠場した。

### 表彰
- フォーブス30アンダー30：1回（2021年）

## プレースタイル
2mを超える身長ながらカットインや3Pシュートなどのアウトサイドのプレーも得意とするオールラウンダー。特にディフェンス力は特筆すべき点であり、長いウィングスパンと豊富な運動量でマッチアップした相手を抑え込む。日本のバスケットボール界では2m超の長身であるとインサイドでセンターを任される事が多いが、アメリカでは3Pシューターのフォワードとして起用される大きな違いがある。ジョージ・ワシントン大コーチ（当時）のマイク・ロナーガンは、ガードのボールハンドリングと正確なシューティング力、フォワードの運動能力と高さを併せ持ち、いくつものポジションをこなせる汎用性の高いオールラウンドプレーヤーだと評している。
オールラウンド性についてはトロント・ラプターズのHCニック・ナースにも認識されていて、ナースは渡邊をオフェンスを動かし続けることができ、ディフェンス力とチームコンセプトの理解度が高いユーティリティタイプの選手と評価している。

## 個人成績

### NBA

#### レギュラーシーズン
| シーズン | チーム | GP  | GS | MPG  | FG%  | 3P%  | FT%  | RPG | APG | SPG | BPG | PPG |
| -------- | ------ | --- | -- | ---- | ---- | ---- | ---- | --- | --- | --- | --- | --- |
| 2018–19  | MEM    | 15  | 0  | 11.6 | .294 | .125 | .700 | 2.1 | .5  | .3  | .1  | 2.6 |
| 2019–20  | MEM    | 18  | 0  | 5.8  | .441 | .375 | .375 | 1.1 | .3  | .3  | .1  | 2.0 |
| 2020–21  | TOR    | 50  | 4  | 14.5 | .439 | .400 | .828 | 3.2 | .8  | .5  | .4  | 4.4 |
| 2021–22  | TOR    | 38  | 4  | 11.7 | .406 | .342 | .600 | 2.4 | .6  | .3  | .4  | 4.3 |
| 2022–23  | BKN    | 58  | 1  | 16.0 | .491 | .444 | .723 | 2.4 | .8  | .4  | .3  | 5.6 |
| 2023–24  | PHX    | 29  | 0  | 13.2 | .361 | .320 | .667 | 2.3 | .6  | .4  | .3  | 3.6 |
| 2023–24  | MEM    | 5   | 0  | 16.4 | .316 | .100 | .000 | 1.8 | 1.0 | .6  | .0  | 2.6 |
| 通算     | 通算   | 213 | 9  | 13.3 | .426 | .370 | .675 | 2.3 | .6  | .4  | .3  | 4.2 |

#### プレーオフ
| シーズン | チーム | GP | GS | MPG | FG%  | 3P%  | FT%  | RPG | APG | SPG | BPG | PPG |
| -------- | ------ | -- | -- | --- | ---- | ---- | ---- | --- | --- | --- | --- | --- |
| 2022     | TOR    | 4  | 0  | 2.5 | .333 | .000 | ---  | .0  | .0  | .0  | .0  | 1.0 |
| 2023     | BKN    | 1  | 0  | 5.0 | .500 | .500 | .000 | 1.0 | .0  | .0  | .0  | 3.0 |
| 通算     | 通算   | 5  | 0  | 3.0 | .375 | .333 | .000 | .2  | .0  | .0  | .0  | 1.4 |

### カレッジ
| シーズン | チーム   | GP  | GS  | MPG  | FG%  | 3P%  | FT%  | RPG | APG | SPG | BPG | PPG  |
| -------- | -------- | --- | --- | ---- | ---- | ---- | ---- | --- | --- | --- | --- | ---- |
| 2014-15  | GW       | 35  | 10  | 22.5 | .384 | .348 | .831 | 3.5 | .6  | .4  | .6  | 7.4  |
| 2015-16  | GW       | 38  | 37  | 27.7 | .422 | .306 | .707 | 4.0 | 1.4 | .6  | 1.1 | 8.4  |
| 2016-17  | GW       | 28  | 27  | 35.1 | .444 | .314 | .817 | 4.8 | 2.5 | 1.1 | 1.1 | 12.2 |
| 2017-18  | GW       | 33  | 33  | 36.6 | .437 | .364 | .807 | 6.1 | 1.6 | .8  | 1.6 | 16.3 |
| キャリア | キャリア | 134 | 107 | 30.1 | .425 | .337 | .788 | 4.5 | 1.4 | .7  | 1.1 | 10.9 |

## 人物
父・英幸は香川県出身で、かつて日本リーグの熊谷組に所属、母・久美（旧姓久保田）はシャンソン化粧品に所属し日本代表経験も有する元選手。姉・夕貴もWリーグ・アイシン・エィ・ダブリュに所属した元選手。
努力家であり、尽誠学園高校時代の色摩拓也監督は「努力の上に才能が乗っかっている」と評している。渡邊は尽誠学園で学んだことがNBAプレーヤーとなった後も生きていると語っている。香川県に帰省した際には必ず尽誠学園の練習を見学する
2021年10月、「フォーブス30アンダー30」（日本版）の一人に選ばれた。
2022年5月26日、元フジテレビアナウンサーの久慈暁子（現・インセント所属のフリーアナウンサー）と結婚。

## その他

### 著書
- 『「好き」を力にする NBAプレーヤーになるために僕が続けてきたこと』（KADOKAWA、2019年10月 ISBN 9784046042842）

### CM出演
- ユーキャン（2021年10月23日 - ）
- キリンビール「本麒麟」（2023年8月21日 - ）